# Bjuvs IF
Bjuvs IF var en idrottssförening i Bjuv bildad den 18 maj 1919. Klubben hade sektioner inom bandy, fotboll, friidrott, fäktning, gymnastik, handboll och simning.
2008 slogs Bjuvs IF samman med Gunnarstorps IF och bildade Bjuvstorps FF.